# VIIIe législature du Parlement des Canaries
La VIIIe législature du Parlement des Canaries est un cycle parlementaire du Parlement des Canaries, d'une durée de quatre ans, ouvert le 21 juin 2011 à la suite des élections du 22 mai précédent et clos le 31 mars 2015.

## Bureau
| Poste                   | Titulaire                   | Parti | Parti | Circonscription |
| ----------------------- | --------------------------- | ----- | ----- | --------------- |
| Président               | Antonio Castro              |       | CC    | La Palma        |
| Premier vice-président  | Julio Cruz                  |       | PSOE  | La Gomera       |
| Seconde vice-présidente | Manuel Fernández            |       | PP    | Tenerife        |
| Seconde vice-présidente | Cristina Tavío (27/01/2015) |       | PP    | Tenerife        |
| Premier secrétaire      | José González               |       | CC    | Tenerifea       |
| Seconde secrétaire      | Águeda Montelongo           |       | PP    | Fuerteventura   |

## Groupes parlementaires
| Nom | Nom                          | Début | Fin | Porte-parole         |
| --- | ---------------------------- | ----- | --- | -------------------- |
|     | Groupe populaire             | 21    | 21  | Australia Navarro    |
|     | Groupe nationaliste canarien | 21    | 21  | José Miguel Barragán |
|     | Groupe socialiste            | 15    | 15  | Francisco Fajardo    |
|     | Groupe mixte (NCa)           | 3     | 3   | Román Rodríguez      |

## Commissions parlementaires
| Commission                                                                            | Président                   | Parti | Parti | Circonscription |
| ------------------------------------------------------------------------------------- | --------------------------- | ----- | ----- | --------------- |
| Commissions permanentes législatives                                                  |                             |       |       |                 |
| Commission du Gouvernement, de la justice et du Développement autonomique             | Dolores Padrón              | PSOE  |       | Tenerife        |
| Commission de l'Éducation et de l'Enseignement supérieur                              | Emilio Mayoral              | PSOE  |       | Grande Canarie  |
| Commission du Budget, de l'Économie et des Finances                                   | Australia Navarro           | PP    |       | Grande Canarie  |
| Commission du Tourisme et des Nouvelles technologies                                  | Asier Antoni                | PP    |       | La Palma        |
| Commission de l'Agriculture, de l'Élevage, de la Pêche, de l'Alimentation et des Eaux | Cristina Tavío              | PP    |       | Tenerife        |
| Commission de l'Industrie, du Commerce et de la Consommation                          | Isaac Castellano            | CC    |       | Lanzarote       |
| Commission des Travaux publics et des Transports                                      | Águeda Montelongo           | PP    |       | Fuerteventura   |
| Commission de l'Environnement et de l'Aménagement du territoire                       | José González               | CC    |       | Tenerife        |
| Commission des Affaires sociales, du Logement, de la Culture et des Sports            | Ignacio González            | CC    |       | Tenerife        |
| Commission de la Santé                                                                | Luisa Zamora                | CC    |       | Tenerife        |
| Commission de l'Emploi                                                                | Rosa Jeréz                  | PSOE  |       | La Gomera       |
| Commissions permanentes non-législatives                                              |                             |       |       |                 |
| Commission du Règlement                                                               | Antonio Castro              | CC    |       | La Palma        |
| Commission du Statut des députés et des Pétitions                                     | Fernando Figuereo           | PP    |       | Lanzarote       |
| Commission générale des cabildos insulaires                                           | Antonio Castro              | CC    |       | La Palma        |
| Commission des Affaires européennes et de l'Action extérieure                         | Mercedes Roldós             | PP    |       | Grande Canarie  |
| Commission du Contrôle de la radiotélévision canarienne                               | José Luis Perestelo         | CC    |       | La Palma        |
| Commission du Contrôle de la radiotélévision canarienne                               | Mar Julios (05/05/2014)     | CC    |       | Grande Canarie  |
| Commission du Contrôle de la radiotélévision canarienne                               | Esther Herrera (19/02/2015) | CC    |       | Tenerife        |

## Gouvernement et opposition
| Candidat            | Date                                      | Vote       |    |    |      |    | Résultat |
| Candidat            | Date                                      | Vote       | PP | CC | PSOE | NC | Résultat |
| Paulino Rivero (CC) | 5 juillet 2011 (majorité absolue requise) | Oui        |    | 21 | 15   |    | 36 / 60  |
| Paulino Rivero (CC) | 5 juillet 2011 (majorité absolue requise) | Non        | 21 |    |      |    | 21 / 60  |
| Paulino Rivero (CC) | 5 juillet 2011 (majorité absolue requise) | Abstention |    |    |      | 3  | 3 / 60   |

## Désignations

### Sénateurs
| Parti | Parti | Sénateurs désignés      | Voix |
| ----- | ----- | ----------------------- | ---- |
| CC    |       | Miguel Zerolo Aguilar   | 21   |
| PP    |       | Josefa Luzardo Romano   | 19   |
| PSOE  |       | Domingo Fuentes Curbelo | 14   |

- Désignation : 19 juillet 2011.
- Miguel Zerolo (CC) est remplacé en janvier 2015 par María del Mar Julios.
  - Mar Julios (CC) démissionne en juin 2015.